# ハラッパー語
ハラッパー語（Harappan language）は、青銅器時代（紀元前2千年紀）のハラッパー文明（インダス文明）の未知の言語である。

## 分類
ハラッパー語は未分類言語であり、以下の仮説がある。
- ドラヴィダ語族（ドラヴィダ祖語）とする説[2][3][4]。
- オーストロアジア語族ムンダ語派とする説[5][6]。
- 南アジアの基層言語（その唯一の残存がニハリ語）とする説。
- インド・ヨーロッパ語族とする説[7]。
- セム諸語とする説[8]。

## 文献
- Austin Patrick Olivelle (13 July 2006). Between the Empires : Society in India 300 BC to AD 400. Oxford University Press. ISBN 9780199775071
- McIntosh, Jane R. (2008). The Ancient Indus Valley : New Perspectives. Santa Barbara, California: ABC-CLIO. ISBN 9781576079072